# I ty uvidiš' nebo
I ty uvidiš' nebo (И ты увидишь небо) è un film del 1978 diretto da Georgij Kuznecov.

## Trama
Agosto 1944. Al posto di comando del reggimento dell'aviazione, il leggendario pilota, Eroe dell'Unione Sovietica - Generale N.P. Kamanin. Ha urgente bisogno di consegnare un pacco alla testa di ponte, dove, circondato dai tedeschi, una delle unità dell'Armata Rossa sta combattendo eroicamente. Ma tutti gli aerei dello squadrone di comunicazione furono distrutti, i piloti furono uccisi e di fronte a lui c'era suo figlio di 15 anni, pronto a volare lì sull'ultimo aereo riparabile ...
Non molto tempo prima di questi eventi: un ragazzo gracile ha chiesto di essere un guardiano in uno squadrone di prima linea, dicendo che era un orfano. Hanno avuto pietà di lui e lo hanno portato alla squadriglia. E nel tempo, vedendo la sua grande voglia di volare, gli hanno insegnato a pilotare un aeroplano. E poi un giorno, in visita a questo squadrone, il comandante del reggimento IP. Kamanin riconosce questo ragazzo come suo figlio, che è fuggito al fronte.